# Ángel María Zuloaga
Ángel María Zuloaga (Mendoza, 21 de mayo de 1885-Buenos Aires, 29 de agosto de 1975) fue un militar y piloto de aviones argentino perteneciente al Ejército y posteriormente a la Fuerza Aérea. Alcanzó el rango de brigadier general y se destacó como uno de los pioneros de la aviación mundial. Se destacó con la hazaña del 24 de junio de 1916, con el primer cruce en globo de la Cordillera de los Andes, de Santiago (Chile) a Uspallata (provincia de Mendoza, Argentina) junto a Eduardo Bradley.
Fue comandante de Aviación de Ejército y director general de Aeronáutica en 1941. Fue declarado Precursor de la Aeronáutica Argentina en 1970. Además, es autor de varios libros de historia y recibidor de homenajes.

## Carrera militar
Ingresó al Colegio Militar de la Nación el 15 de marzo de 1904 y egresó en 1907 como subteniente de Artillería. Le fue asignado destino, sucesivamente, en el Grupo N.º 1 de Artillería de Montaña, la Escuela de Tiro y la Escuela de Caballería, y fue ascendiendo hasta que con el grado de teniente primero ingresó, el 14 de febrero de 1914, en la Escuela Militar de Aviación (tercer curso). El 4 de febrero de 1915 obtuvo los brevets para pilotar aviones y para globos aerostáticos otorgados por el Aero Club Argentino.
El 13 de abril de 1915 en una ascensión junto a Eduardo Bradley batió el récord de altura con 6.920 metros y el 29 de octubre de 1915 el de distancia (900 km) al unir en 11 horas y 5 minutos la ciudad de Buenos Aires con Sao Leopoldo, en Brasil. En ambos casos utilizó el globo libre “Eduardo Newbery”.

#### Proeza con el Eduardo Newbery
En marzo de 1916 fue delegado al Congreso Panamericano de Aeronáutica en Chile y el 24 de junio de 1916, realizó con el mismo globo y junto a Bradley, el primer cruce de la Cordillera de los Andes por ese medio, partiendo de Santiago de Chile y llegando a la localidad de Uspallata en Argentina. Durante el cruce, en el cual alcanzó una altura de 8100 metros, debió soportar temperaturas de 33 °C bajo cero. Por ese hecho, que provocó gran entusiasmo por la actividad aérea en su país, el gobierno argentino le acordó el título de Aviador Militar y el uso de un emblema especial de Piloto Aviador Militar de Oro, en vez del reglamentario.

#### Otros cargos
Designado en el cargo de agregado militar en la sede diplomática argentina en Francia, realizó en este país un curso Aeronáutico de perfeccionamiento por medio del cual obtuvo en 1919 el brevet de Aviador Militar Francés.
En los años siguientes ocupó distintos cargos asignados por el Arma a la que pertenecía. Fue director de la Escuela Militar de Aviación durante 1925, agregado militar en la Embajada de Estados Unidos entre 1926 y 1930 y director general de Aeronáutica, entre ese año y 1936. Durante su gestión el gobierno impulsó en la Fábrica Militar de Aviones la construcción de máquinas de concepción nacional y creó la Base Aérea Militar Los Tamarindos, posteriormente llamada Base Aérea Militar El Plumerillo, actual sede de la IV Brigada Aérea. En 1936 fue designado director general del Material Aeronáutico del Ejército y en 1937 se desempeñó como miembro de la Comisión de Adquisiciones en Europa. El 31 de diciembre de 1940 fue el primer aviador militar en ascender al grado de general de Brigada. Estuvo en los años siguientes como comandante de la Aviación del Ejército, director general de Personal del Ejército y, entre 1943 y 1945, como adscripto al Ministerio de Guerra. En este último año pasó, por su pedido, a revistar en la recientemente creada Fuerza Aérea Argentina, con el grado de Brigadier, y solicitó su retiro activo. Por decreto del gobierno provisional ascendió al grado de Brigadier General en febrero de 1956. El 19 de marzo de 1968, fue designado “Benemérito” de la Aviación Uruguaya por el gobierno de este país.

## Vinculación con instituciones privadas
Zuloaga fue presidente de El Círculo de Precursores, integrado por quienes habían obtenido sus brevets de aviadores entre 1910 y 1915. Entre el 27 de abril de 1956 y el 11 de diciembre de 1958 presidió el Círculo de Aeronáutica. Fue miembro fundador de la Asociación Aeronáutica Argentina creada el 16 de noviembre de 1971 y del Instituto Argentino de Historia Aeronáutica Jorge Newbery, el 27 de mayo de 1975.

## Fallecimiento y homenajes
El brigadier general Ángel María Zuloaga falleció en Buenos Aires el 29 de agosto de 1975. Una plaza de la ciudad de Morón y una escuela secundaria de la provincia de Entre Ríos llevan su nombre.
Algunas de las distinciones que recibió en vida fueron:
- “Orden de Mérito de 1.ª clase”, de Chile en 1916.
- “Medalla de oro de H. C. de Diputados de la Nación” con motivo de la primera travesía de Los Andes en globo libre.
- “Oficial de la Legión de Honor” de Francia en 1919.
- “Orden de Mérito Militar”, de España en 1926.
- “Comendador del Imperio Británico”
- “Oficial del Cóndor de Los Andes”, de Bolivia en 1931.
- “Comendador de la Orden del Cruzeiro”, de Brasil en 1933.
- “Comendador de la Orden”, de Polonia.
- “Comendador de la Corona”, de Italia.
- “Gran Oficial de la Orden del Sol”, de Perú.
- “Medalla conmemorativa del Ejército de Los Andes, y Gran Premio de Honor del Aeroclub Argentino” en 1935.
- Insignia de “Gran Oficial de la Orden de Mérito Bernardo O´Higgins”, de Chile.

## Anécdota con los astronautas
Según un relato difundido por distintos medios, en ocasión de la visita a Argentina de los astronautas del Apolo 11 Neil Armstrong, y Michael Collins, (Buzz Aldrin no pudo ser de la partida), en el año 1969, estos pidieron especialmente visitar al ya anciano aviador en su departamento. Zuloaga no lo sabía entonces, pero para Neil Armstrong, un fanático de la aviación, el experimentado piloto era su ídolo, y su vida y trayectoria habría sido una de las motivaciones en su elección de la carrera en la aeronáutica.
Se agrega que después de la visita, los astronautas se llevaron como recuerdo los platitos, las cucharitas y los pocillos que tenían impreso el escudo de su viejo globo "Eduardo Newbery", regalo del "loco Zuloaga". La historia indica, además, que en el Museo de la NASA en Cabo Cañaveral, se encuentra expuesto este servicio de café; excepto un cuarto pocillo con su cuchara y platito, el utilizado por última vez por Ángel María Zuloaga, se encuentra en el hogar de Armstrong.

## Obras publicadas
- 1920: Fortificación y observación aérea
- 1921: Fotografía aérea
- 1922: Cartilla del Soldado de aviación
- 1923: Manual práctico de aviación
- 1928: Contribución al estudio de la Organización y Táctica de la Aeronáutica Militar
- 1932: Historia de la conquista del aire y Arte y ciencia de volar
- 1932: Curso elemental de aeronáutica
- 1932: La guerra aérea
- 1948: Historia de la Aviación Argentina (La victoria de las alas)
- 1959: Reedición ampliada del trabajo anterior.